# Bālā Sar Rost
Bālā Sar Rost (persiska: بالا سِرِست, Bālā Serest, بالا سر رست) är en ort i Iran.   Den ligger i provinsen Mazandaran, i den norra delen av landet, 140 km nordost om huvudstaden Teheran. Bālā Sar Rost ligger 23 meter över havet och antalet invånare är 993.
Terrängen runt Bālā Sar Rost är platt, och sluttar norrut. Runt Bālā Sar Rost är det ganska tätbefolkat, med 192 invånare per kvadratkilometer. Närmaste större samhälle är Babol, 11,8 km norr om Bālā Sar Rost. I omgivningarna runt Bālā Sar Rost växer huvudsakligen savannskog.